# Liste der Mitglieder der Deutschen Akademie der Naturforscher Leopoldina/1752
Die Liste der Mitglieder der Deutschen Akademie der Naturforscher Leopoldina für 1752 enthält alle Personen, die im Jahr 1752 zum Mitglied ernannt wurden. Insgesamt gab es vier neu gewählte Mitglieder.

## Mitglieder
| Nr. | Name                                          | Beiname         | Geboren       | Aufnahme | Gestorben     | Bild | Datenbank |
| --- | --------------------------------------------- | --------------- | ------------- | -------- | ------------- | ---- | --------- |
| 575 | Karl August von Bergen                        | Philaretus II.  | 11. Aug. 1704 | 12. Mrz. | 7. Okt. 1759  |      | 1897      |
| 576 | Ludwig Christian Pezolt                       | Chaereas II.    | 2. Apr. 1712  | 20. Jul. |               |      | 5999      |
| 577 | Ludwig Gottfried Klein                        | Ctesias II.     | 31. Jan. 1716 | 8. Sep.  | 20. Juni 1756 |      | 4623      |
| 578 | Johann Joseph Edler von Berger zu Siebenbrunn | Menekrates III. | 7. Juli 1711  | 4. Dez.  | 4. Jan. 1756  |      | 1902      |

## Hinweis zu den Lebensdaten
In der Liste sind zunächst die Lebensdaten gemäß Archiv der Leopoldina aufgenommen. Diese beziehen sich auf die Angaben gem. Büchner (1755), Neigebaur (1860) und Ule (1889). Die Lebensdaten im Namensartikel können daher von den Lebensdaten in der Liste abweichen.